# クインディチ
クインディチ（伊: Quindici）は、イタリア共和国カンパニア州アヴェッリーノ県にある、人口約1,900人の基礎自治体（コムーネ）。

## 地理

### 位置・広がり

#### 隣接コムーネ
隣接するコムーネは以下の通り。括弧内のSAはサレルノ県所属を示す。
- ブラチリアーノ (SA)
- フォリーノ
- ラウロ
- モスキアーノ
- サルノ (SA)
- シアーノ (SA)